# Диливиди, Кембо
Кембо Диливиди (фр. Kembo Diliwidi; родился 3 февраля 2006, Бёври, О-де-Франс, Франция) — французский футболист, вингер клуба «Ланс», выступающий на правах аренды за «Кевийи Руан».

## Клубная карьера
Воспитанник команд «Ноэксуаз» и «Вермель», в 2014 году Кембо Диливиди попал в академию «Ланса», с которым подписал свой первый профессиональный контракт в ноябре 2024 года. На следующий день, 9 ноября впервые попал в заявку клуба на матч Лиги 1 против «Нанта», однако на поле не появился. 5 января 2025 года дебютировал в чемпионате Франции, выйдя на замену в матче против «Тулузы».

## Карьера в сборной
Выступал за сборную Франции до 19 лет.